# Nunkeria feehani
Nunkeria feehani är en insektsart som beskrevs av Rentz, D.C.F. 1990. Nunkeria feehani ingår i släktet Nunkeria och familjen Gryllacrididae. Inga underarter finns listade i Catalogue of Life.